# Tiszeker Dániel
Tiszeker Dániel (Budapest, 1985. június 28. –) magyar filmrendező, forgatókönyvíró.

## Élete
Édesanyja Szerednyey Katalin vágó-operatőr. Nagybátyja Szerednyey Béla színművész. Pályafutását rendezőasszisztensként és casting-rendezőként kezdte. 2016-ban mutatták be első nagyjátékfilmjét, #Sohavégetnemérős címmel.

## Filmográfia
- #Sohavégetnemérős (2016)
- Nagykarácsony (2021)[3]
- Nyugati nyaralás (2022)

### Rövidfilmek
- 2006 – Negatív kópia
- 2005 – Grüszgott!
- 2005 – Life Without You
- 2003 – Egy csikk és más semmi

### Dokumentum
- 2018 – Vadásztársak
- 2017 – Mi ez a cirkusz?
- 2016 – A lovasíjász
- 2014 – Micsoda útjaink
- 2004 – 1956 – Zokog ez a föld